# Phoenix street circuit
Phoenix street circuit je dirkališče, ki leži v bližini ameriškega mesta Phoenix, Arizona. Med letoma 1989 in 1991 je gostilo dirko Formule 1 za Veliko nagrado ZDA.

## Zmagovalci
| Leto | Dirkač       | Moštvo        | Poročilo |
| ---- | ------------ | ------------- | -------- |
| 1991 | Ayrton Senna | McLaren-Honda | Poročilo |
| 1990 | Ayrton Senna | McLaren-Honda | Poročilo |
| 1989 | Alain Prost  | McLaren-Honda | Poročilo |